# Juegos del Pacífico Sur 1983
Los Juegos del Pacífico Sur 1983 fueron la séptima edición del mayor evento multideportivo de Oceanía. Fueron disputados en Apia, Samoa Occidental entre el 5 y el 16 de septiembre y participaron aproximadamente 2500 atletas de 14 países distintos.
Esta edición siguió el ejemplo de su antecesora y demostró una gran organización, con amplio interés del público local.

## Participantes
| - Fiyi - Guam - Islas Cook - Islas Salomón - Niue - Isla Norfolk - Nueva Caledonia | - Papúa Nueva Guinea - Polinesia Francesa - Samoa Americana - Samoa Occidental - Tonga - Vanuatu - Wallis y Futuna |

## Deportes
Aunque el número total de deportes y la mayoría de éstos se desconocen, los siguientes sí aparecen en los registros:
- Atletismo
- Fútbol (Detalles)

## Medallero
| Núm. | País               | Oro | Plata | Bronce | Total |
| ---- | ------------------ | --- | ----- | ------ | ----- |
| 1    | Nueva Caledonia    | 24  | 20    | 19     | 63    |
| 2    | Samoa Occidental   | 20  | 13    | 12     | 45    |
| 3    | Polinesia Francesa | 13  | 17    | 14     | 44    |
| 4    | Fiyi               | 12  | 17    | 14     | 43    |
| 5    | Papúa Nueva Guinea | 12  | 17    | 14     | 43    |
| 6    | Samoa Americana    | 4   | 4     | 6      | 14    |
| 7    | Islas Cook         | 3   | 4     | 0      | 7     |
| 8    | Guam               | 3   | 2     | 1      | 6     |
| 9    | Isla Norfolk       | 2   | 0     | 1      | 3     |
| 10   | Wallis y Futuna    | 1   | 2     | 5      | 8     |
| 11   | Islas Salomón      | 1   | 1     | 2      | 4     |
| 12   | Vanuatu            | 1   | 0     | 9      | 10    |
| 13   | Tonga              | 1   | 0     | 5      | 6     |
| 14   | Niue               | 0   | 0     | 0      | 0     |